# Statistiche e record di Elena Dement'eva
| Finali in carriera                               | Finali in carriera         | Finali in carriera | Finali in carriera | Finali in carriera | Finali in carriera |
| Specialità                                       | Categoria                  | Vittorie           | Sconfitte          | Totale             | Percentuale        |
| ------------------------------------------------ | -------------------------- | ------------------ | ------------------ | ------------------ | ------------------ |
| Singolare                                        | Grande Slam                | 0                  | 2                  | 2                  | 0%                 |
| Singolare                                        | Olimpiadi estive           | 1                  | 1                  | 2                  | 50%                |
| Singolare                                        | Torneo di fine anno        | –                  | –                  | –                  | –                  |
| Singolare                                        | WTA Premier Mandatory & 51 | 3                  | 7                  | 10                 | 30%                |
| Singolare                                        | WTA Tour                   | 12                 | 6                  | 18                 | 67%                |
| Singolare                                        | Totale                     | 16                 | 16                 | 32                 | 50%                |
| Doppio                                           | Grande Slam                | 0                  | 2                  | 2                  | 0%                 |
| Doppio                                           | Olimpiadi estive           | –                  | –                  | –                  | –                  |
| Doppio                                           | Torneo di fine anno        | 1                  | 0                  | 1                  | 100%               |
| Doppio                                           | WTA Premier Mandatory & 51 | 2                  | 3                  | 5                  | 40%                |
| Doppio                                           | WTA Tour                   | 3                  | 2                  | 5                  | 60%                |
| Doppio                                           | Totale                     | 6                  | 7                  | 13                 | 46%                |
| Totale                                           | Totale                     | 22                 | 23                 | 45                 | 49%                |
| 1 Conosciuti in precedenza come tornei "Tier I". |                            |                    |                    |                    |                    |

In questa pagina sono riportate le statistiche e i record realizzati da Elena Dement'eva durante la sua carriera tennistica.

## Statistiche

### Singolare

#### Vittorie (16)
| Legenda: Prima del 2009 | Legenda: Dal 2009     |
| ----------------------- | --------------------- |
| Grande Slam (0)         |                       |
| Ori Olimpici (1)        |                       |
| WTA Championships (0)   |                       |
| Tier I (2)              | Premier Mandatory (0) |
| Tier II (4)             | Premier 5 (1)         |
| Tier III (4)            | Premier (3)           |
| Tier IV & V (0)         | International (1)     |

| No. | Data              | Torneo                                     | Superficie    | Avversaria in finale | Punteggio     |
| 1.  | 27 aprile 2003    | Bausch & Lomb Championships, Amelia Island | Terra verde   | Lindsay Davenport    | 4-6, 7-5, 6-3 |
| 2.  | 14 settembre 2003 | Commonwealth Bank Tennis Classic, Bali     | Cemento (i)   | Chanda Rubin         | 6-2, 6-1      |
| 3.  | 21 settembre 2003 | China Open, Pechino                        | Cemento       | Chanda Rubin         | 6-3, 7-6      |
| 4.  | 3 ottobre 2004    | Gaz de France Stars, Hasselt               | Sintetico (i) | Elena Bovina         | 0-6, 6-0, 6-4 |
| 5.  | 5 febbraio 2006   | Toray Pan Pacific Open, Tokyo              | Sintetico (i) | Martina Hingis       | 6-2, 6-0      |
| 6.  | 13 agosto 2006    | East West Bank Classic, Los Angeles        | Cemento       | Jelena Janković      | 6-3, 4-6, 6-4 |
| 7.  | 26 maggio 2007    | Istanbul Cup, Istanbul                     | Terra rossa   | Aravane Rezaï        | 7-6, 3-0 rit. |
| 8.  | 14 ottobre 2007   | Kremlin Cup, Mosca                         | Sintetico (i) | Serena Williams      | 5-7, 6-1, 6-1 |
| 9.  | 1º marzo 2008     | Dubai Tennis Championships, Dubai          | Cemento       | Svetlana Kuznecova   | 4-6, 6-3, 6-2 |
| 10. | 17 agosto 2008    | Giochi Olimpici, Pechino                   | Cemento       | Dinara Safina        | 3-6, 7-5, 6-3 |
| 11. | 26 ottobre 2008   | BGL Luxembourg Open, Lussemburgo           | Cemento (i)   | Caroline Wozniacki   | 2-6, 6-4, 7-6 |
| 12. | 10 gennaio 2009   | ASB Classic, Auckland                      | Cemento       | Elena Vesnina        | 6-4, 6-1      |
| 13. | 16 gennaio 2009   | Medibank International, Sydney             | Cemento       | Dinara Safina        | 6-3, 2-6, 6-1 |
| 14. | 23 agosto 2009    | Rogers Cup, Toronto                        | Cemento       | Marija Šarapova      | 6-4, 6-3      |
| 15. | 15 gennaio 2010   | Medibank International, Sydney (2)         | Cemento       | Serena Williams      | 6-3, 6-2      |
| 16. | 14 febbraio 2010  | Open GDF Suez, Parigi                      | Cemento (i)   | Lucie Šafářová       | 6-7, 6-1, 6-4 |

#### Sconfitte (16)
| Legenda: Prima del 2009 | Legenda: Dal 2009     |
| ----------------------- | --------------------- |
| Grande Slam (2)         |                       |
| Argenti Olimpici (1)    |                       |
| WTA Championships (0)   |                       |
| Tier I (6)              | Premier Mandatory (0) |
| Tier II (1)             | Premier 5 (1)         |
| Tier III (3)            | Premier (1)           |
| Tier IV & V (0)         | International (1)     |

| No. | Data              | Torneo                             | Superficie    | Avversaria in finale | Punteggio     |
| 1.  | 1º ottobre 2000   | Giochi Olimpici, Sydney            | Cemento       | Venus Williams       | 2-6, 4-6      |
| 2.  | 4 marzo 2001      | Abierto Mexicano Telcel, Acapulco  | Terra rossa   | Amanda Coetzer       | 6-2, 1-6, 2-6 |
| 3.  | 7 ottobre 2001    | Kremlin Cup, Mosca                 | Sintetico (i) | Jelena Dokić         | 3-6, 3-6      |
| 4.  | 22 giugno 2003    | Ordina Open, 's-Hertogenbosch      | Erba          | Eléni Daniilídou     | 6-3, 2-6, 3-6 |
| 5.  | 4 aprile 2004     | Sony Ericsson Open, Miami          | Cemento       | Serena Williams      | 1-6, 1-6      |
| 6.  | 5 giugno 2004     | Open di Francia, Parigi            | Terra rossa   | Anastasija Myskina   | 1-6, 2-6      |
| 7.  | 11 settembre 2004 | US Open, New York                  | Cemento       | Svetlana Kuznecova   | 3-6, 5-7      |
| 8.  | 17 ottobre 2004   | Kremlin Cup, Mosca (2)             | Sintetico (i) | Anastasija Myskina   | 5-7, 0-6      |
| 9.  | 17 aprile 2005    | Family Circle Cup, Charleston      | Terra verde   | Justine Henin        | 5-7, 4-6      |
| 10. | 6 novembre 2005   | Advanta Championships, Filadelfia  | Cemento (i)   | Amélie Mauresmo      | 5-7, 6-2, 5-7 |
| 11. | 18 marzo 2006     | BNP Paribas Open, Indian Wells     | Cemento       | Marija Šarapova      | 1-6, 2-6      |
| 12. | 11 maggio 2008    | Qatar Telecom German Open, Berlino | Terra rossa   | Dinara Safina        | 6-3, 2-6, 2-6 |
| 13. | 17 maggio 2008    | Istanbul Cup, Istanbul             | Terra rossa   | Agnieszka Radwańska  | 3-6, 2-6      |
| 14. | 15 febbraio 2009  | Open GDF Suez, Parigi              | Cemento (i)   | Amélie Mauresmo      | 6-7, 6-2, 4-6 |
| 15. | 28 febbraio 2010  | Malaysia Classic, Kuala Lumpur     | Cemento       | Alisa Klejbanova     | 3-6, 2-6      |
| 16. | 2 ottobre 2010    | Toray Pan Pacific Open, Tokyo      | Cemento       | Caroline Wozniacki   | 6-1, 2-6, 3-6 |

### Doppio

#### Vittorie (6)
| Legenda: Prima del 2009 | Legenda: Dal 2009     |
| ----------------------- | --------------------- |
| Grande Slam (0)         |                       |
| Ori Olimpici (0)        |                       |
| WTA Championships (1)   |                       |
| Tier I (2)              | Premier Mandatory (0) |
| Tier II (2)             | Premier 5 (0)         |
| Tier III (1)            | Premier (0)           |
| Tier IV & V (0)         | International (0)     |

| N. | Data             | Torneo                              | Superficie  | Compagna           | Avversarie in finale               | Punteggio        |
| 1. | 12 maggio 2002   | WTA German Open, Berlino            | Terra rossa | Janette Husárová   | Daniela Hantuchová Arantxa Sánchez | 0-6, 7-6(2), 6-3 |
| 2. | 4 agosto 2002    | Acura Classic, San Diego            | Cemento     | Janette Husárová   | Daniela Hantuchová Ai Sugiyama     | 6-2, 6-4         |
| 3. | 6 ottobre 2002   | Kremlin Cup, Mosca                  | Cemento (i) | Janette Husárová   | Jelena Dokić Nadia Petrova         | 2-6, 6-3, 7-6(7) |
| 4. | 11 novembre 2002 | WTA Tour Championships, Los Angeles | Cemento (i) | Janette Husárová   | Cara Black Elena Lichovceva        | 4-6, 6-4, 6-3    |
| 5. | 21 giugno 2003   | Ordina Open, 's-Hertogenbosch       | Erba        | Lina Krasnoruckaja | Nadia Petrova Mary Pierce          | 2-6, 6-3, 6-4    |
| 6. | 14 agosto 2005   | JPMorgan Chase Open, Los Angeles    | Cemento     | Flavia Pennetta    | Angela Haynes Bethanie Mattek      | 6-2, 6-4         |

#### Sconfitte (7)
| Legenda: Prima del 2009 | Legenda: Dal 2009     |
| ----------------------- | --------------------- |
| Grande Slam (2)         |                       |
| Ori Olimpici (0)        |                       |
| WTA Championships (0)   |                       |
| Tier I (3)              | Premier Mandatory (0) |
| Tier II (2)             | Premier 5 (0)         |
| Tier III (1)            | Premier (0)           |
| Tier IV & V (0)         | International (0)     |

| N. | Data            | Torneo                             | Superficie  | Compagna           | Avversarie in finale            | Punteggio     |
| 1. | 1º ottobre 2001 | Kremlin Cup, Mosca                 | Sintetico   | Lina Krasnoruckaja | Anna Kournikova Martina Hingis  | 6(1)-7, 3-6   |
| 2. | 4 febbraio 2002 | Open Gaz de France, Parigi         | Sintetico   | Janette Husárová   | Nathalie Dechy Meilen Tu        | w/o           |
| 3. | 4 marzo 2002    | Pacific Life Open, Indian Wells    | Cemento     | Janette Husárová   | Rennae Stubbs Lisa Raymond      | 5-7, 0-6      |
| 4. | 26 agosto 2002  | US Open, New York (1)              | Cemento     | Janette Husárová   | Virginia Ruano Paola Suárez     | 2-6, 1-6      |
| 5. | 10 gennaio 2005 | Medibank International, Sydney     | Cemento     | Ai Sugiyama        | Bryanne Stewart Samantha Stosur | w/o           |
| 6. | 29 agosto 2005  | US Open, New York (2)              | Cemento     | Flavia Pennetta    | Lisa Raymond Samantha Stosur    | 2-6, 7-5, 3-6 |
| 7. | 8 maggio 2006   | Qatar Telecom German Open, Berlino | Terra rossa | Flavia Pennetta    | Yan Zi Cheng Jie                | 2-6, 3-6      |

## Risultati in progressione
| Sigla | Risultato               |
| ----- | ----------------------- |
| V     | Vincitore               |
| F     | Finalista               |
| SF    | Semifinalista           |
| O     | Oro olimpico            |
| A     | Argento olimpico        |
| SF    | Bronzo olimpico         |
| QF    | Quarti di Finale        |
| 4T    | Quarto turno            |
| 3T    | Terzo turno             |
| 2T    | Secondo turno           |
| 1T    | Primo turno             |
| RR    | Round Robin             |
| LQ    | Turno di qualificazione |
| A     | Assente                 |
| ND    | Non disputato           |

| Legenda superfici    |
| -------------------- |
| Cemento              |
| Terra battuta        |
| Erba                 |
| Superficie variabile |

### Singolare
| Tornei del Grande Slam |                 |                 |                 |               |               |               |               |               |               |               |               |               |               |               |                       |                       |                       |
| Australian Open        | Assente         | Assente         | 2T              | 3T            | 3T            | 4T            | 1T            | 1T            | 4T            | 1T            | 4T            | 4T            | SF            | 2T            | 0 / 12                | 23–12                 | 66%                   |
| Open di Francia        | Assente         | Assente         | 2T              | 2T            | 2T            | 4T            | 1T            | F             | 4T            | 3T            | 3T            | QF            | 3T            | SF            | 0 / 12                | 30–11                 | 73%                   |
| Wimbledon              | Assente         | Assente         | 1T              | 1T            | 3T            | 4T            | 4T            | 1T            | 4T            | QF            | 3T            | SF            | SF            | A             | 0 / 11                | 27–11                 | 71%                   |
| US Open                | A               | Q1              | 3T              | SF            | 4T            | 2T            | 4T            | F             | SF            | QF            | 3T            | SF            | 2T            | 4T            | 0 / 12                | 39–12                 | 76%                   |
| Vittorie-sconfitte     | 0–0             | 0–0             | 4–4             | 8–3           | 8–4           | 10–4          | 6–4           | 11–4          | 14–4          | 10–4          | 9–4           | 17–4          | 13–4          | 9–3           | 0 / 47                | 119–46                | 72%                   |
| Giochi Olimpici        |                 |                 |                 |               |               |               |               |               |               |               |               |               |               |               |                       |                       |                       |
| Giochi olimpici estivi | Non disputati   | Non disputati   | Non disputati   | 2°            | Non disputati | Non disputati | Non disputati | 1T            | Non disputati | Non disputati | Non disputati | 1°            | Non disputati | Non disputati | 1 / 3                 | 11–2                  | 85%                   |
| Tornei di fine anno    |                 |                 |                 |               |               |               |               |               |               |               |               |               |               |               |                       |                       |                       |
| Tour Championships     | Non qualificata | Non qualificata | Non qualificata | SF            | 1T            | 1T            | RR            | RR            | RR            | RR            | DNQ           | SF            | RR            | RR            | 0 / 10                | 7–20                  | 26%                   |
| WTA Premier Mandatory  |                 |                 |                 |               |               |               |               |               |               |               |               |               |               |               |                       |                       |                       |
| Indian Wells           | Assente         | Assente         | Assente         | SF            | QF            | 3T            | 4T            | A             | SF            | F             | Assente       | Assente       | 2T            | QF            | 0 / 8                 | 23–8                  | 74%                   |
| Key Biscayne           | Assente         | Assente         | Q2              | 4T            | SF            | QF            | 2T            | F             | QF            | 4T            | A             | QF            | 4T            | 2T            | 0 / 10                | 25–10                 | 71%                   |
| Madrid                 | Non disputato   | Non disputato   | Non disputato   | Non disputato | Non disputato | Non disputato | Non disputato | Non disputato | Non disputato | Non disputato | Non disputato | Non disputato | 3T            | 2T            | 0 / 2                 | 3–2                   | 60%                   |
| Pechino                | Non disputato   | Non disputato   | Non disputato   | Tier IV       | Tier IV       | Tier IV       | Tier II       | Tier II       | Tier II       | Tier II       | Tier II       | Tier II       | QF            | 3T            | 0 / 2                 | 4–2                   | 67%                   |
| WTA Premier 5          |                 |                 |                 |               |               |               |               |               |               |               |               |               |               |               |                       |                       |                       |
| Dubai                  | Non disputato   | Non disputato   | Non disputato   | Non disputato | Tier II       | Tier II       | Tier II       | Tier II       | Tier II       | Tier II       | Tier II       | Tier II       | QF            | 2T            | 0 / 2                 | 2–2                   | 50%                   |
| Roma                   | Assente         | Assente         | 2T              | 2T            | A             | 1T            | A             | 2T            | 2T            | QF            | QF            | Assente       | Assente       | 3T            | 0 / 8                 | 8–8                   | 50%                   |
| Montréal / Toronto     | Assente         | Assente         | Q2              | 1T            | 3T            | 2T            | SF            | 2T            | Assente       | Assente       | 2T            | 2T            | V             | 3T            | 1 / 9                 | 12–8                  | 60%                   |
| Cincinnati             | Non disputato   | Non disputato   | Non disputato   | Non disputato | Non disputato | Non disputato | Non disputato | Tier III      | Tier III      | Tier III      | Tier III      | Tier III      | SF            | 2T            | 0 / 2                 | 3–2                   | 60%                   |
| Tokyo                  | Assente         | Assente         | Assente         | Assente       | Assente       | 2T            | QF            | 2T            | QF            | V             | SF            | QF            | 2T            | F             | 1 / 9                 | 15–8                  | 65%                   |
| Tier I                 |                 |                 |                 |               |               |               |               |               |               |               |               |               |               |               |                       |                       |                       |
| Doha                   | Non disputato   | Non disputato   | Non disputato   | Non disputato | Tier III      | Tier III      | Tier III      | Tier II       | Tier II       | Tier II       | Tier II       | A             | Non disputato | Non disputato | 0 / 0                 | 0–0                   | 0%                    |
| Charleston             | Assente         | Assente         | Assente         | 3T            | A             | 2T            | 3T            | 3T            | F             | Assente       | Assente       | SF            | Premier       | Premier       | 0 / 6                 | 13–6                  | 68%                   |
| Berlino                | Assente         | Assente         | Q2              | QF            | A             | 1T            | 1T            | 3T            | A             | 3T            | 3T            | F             | Non disputato | Non disputato | 0 / 7                 | 11–7                  | 61%                   |
| San Diego              | Tier II         | Tier II         | Tier II         | Tier II       | Tier II       | Tier II       | Tier II       | SF            | 2T            | QF            | SF            | Non disputato | Non disputato | P             | 0 / 4                 | 9–4                   | 69%                   |
| Mosca                  | 1T              | 1T              | 1T              | QF            | F             | 2T            | SF            | F             | SF            | SF            | V             | SF            | Premier       | Premier       | 1 / 12                | 24–11                 | 69%                   |
| Zurigo                 | Assente         | Assente         | 1T              | 2T            | 1T            | 2T            | 2T            | SF            | QF            | 2T            | 1T            | T II          | Non disputato | Non disputato | 0 / 9                 | 5–9                   | 36%                   |
| Career statistics      | 1997            | 1998            | 1999            | 2000          | 2001          | 2002          | 2003          | 2004          | 2005          | 2006          | 2007          | 2008          | 2009          | 2010          | No.                   | No.                   | No.                   |
| Titoli vinti–finali    |                 |                 |                 |               |               |               |               |               |               |               |               |               |               |               |                       |                       |                       |
| Tornei giocati         | 1               | 2               | 11              | 20            | 22            | 26            | 27            | 22            | 20            | 21            | 20            | 19            | 20            | 20            | 251                   | 251                   | 251                   |
| Titoli vinti           | 0               | 0               | 0               | 0             | 0             | 0             | 3             | 1             | 0             | 2             | 2             | 3             | 3             | 2             | 16                    | 16                    | 16                    |
| Finali raggiunte       | 0               | 0               | 0               | 1             | 2             | 1             | 3             | 5             | 2             | 3             | 2             | 5             | 4             | 4             | 32                    | 32                    | 32                    |
| Vittorie-sconfitte     |                 |                 |                 |               |               |               |               |               |               |               |               |               |               |               |                       |                       |                       |
| Cemento                | N.D.            | N.D.            | 6–5             | 25–10         | 17–11         | 13–11         | 24–13         | 26–14         | 27–14         | 21–11         | 19–9          | 33–10         | 38–12         | 32–14         | 12 / 139              | 281–134               | 68%                   |
| Terra rossa            | N.D.            | 0–1             | 5–4             | 8–4           | 6–3           | 10–7          | 9–6           | 8–5           | 7–3           | 7–4           | 12–4          | 14–4          | 10–4          | 7–4           | 2 / 57                | 103–53                | 66%                   |
| Erba                   | N.D.            | N.D.            | 0–1             | 0–1           | 2–2           | 7–2           | 7–3           | 0–1           | 3–2           | 6–2           | 3–2           | 7–2           | 6–2           | 0–0           | 0 / 20                | 41–20                 | 67%                   |
| Sintetico              | 0–1             | 0–1             | 0–1             | 5–4           | 8–5           | 6–6           | 7–3           | 5–3           | 3–2           | 11–3          | 7–3           | 2–1           | 0–0           | 0–0           | 2 / 35                | 54–33                 | 62%                   |
| Totale                 | 0–1             | 0–2             | 11–11           | 38–19         | 33–21         | 36–26         | 47–25         | 39–23         | 40–21         | 45–20         | 41–18         | 56–17         | 54–18         | 39–18         | 16 / 251              | 479–240               | 67%                   |
| %Vittorie              | 0%              | 0%              | 50%             | 67%           | 61%           | 58%           | 65%           | 63%           | 66%           | 69%           | 69%           | 77%           | 75%           | 68%           | 66.62%                | 66.62%                | 66.62%                |
| Ranking di fine anno   |                 |                 |                 |               |               |               |               |               |               |               |               |               |               |               |                       |                       |                       |
| Ranking                | 355             | 182             | 62              | 11            | 15            | 19            | 8             | 6             | 8             | 8             | 11            | 4             | 5             | 9             | No. 3 (6 aprile 2009) | No. 3 (6 aprile 2009) | No. 3 (6 aprile 2009) |

## Fed Cup

### Vittorie (1)
| N. | Data                  | Luogo           | Superficie  | Vincitrici                                                          | Finaliste                                                 | Punteggio | Informazioni |
| 1. | 17 e 18 novembre 2005 | Parigi, Francia | Terra rossa | Elena Dement'eva Dinara Safina Anastasia Myskina Svetlana Kuznecova | Tatiana Golovin Nathalie Dechy Marion Bartoli Émilie Loit | 3 a 2     | Dettagli     |

### Sconfitte (2)
| N. | Data                   | Luogo                 | Superficie  | Vincitrici                                                    | Finaliste                                                     | Punteggio | Informazioni |
| 1. | 18 e 19 settembre 1999 | Stanford, Stati Uniti | Cemento (i) | Venus Williams Lindsay Davenport Serena Williams Monica Seles | Elena Dement'eva Elena Makarova Elena Likhovtseva             | 4 a 1     | Dettagli     |
| 2. | 11 novembre 2001       | Madrid, Spagna        | Terra rossa | Laurence Courtois Els Callens Justine Henin Kim Clijsters     | Elena Dement'eva Elena Bovina Elena Likhovtseva Nadia Petrova | 2 a 1     | Dettagli     |

## Montepremi annuali
| Anno     | Grandi Slam | Tornei WTA | Vittorie Totali | Guadagni ($) | #   |
| -------- | ----------- | ---------- | --------------- | ------------ | --- |
| 1998     | 0           | 0          | 0               | 18095 $      | 242 |
| 1999     | 0           | 0          | 0               | 107247 $     | 88  |
| 2000     | 0           | 0          | 0               | 613627 $     | 13  |
| 2001     | 0           | 0          | 0               | 567964 $     | 18  |
| 2002     | 0           | 0          | 0               | 844325 $     | 11  |
| 2003     | 0           | 3          | 3               | 869740 $     | 12  |
| 2004     | 0           | 1          | 1               | 1825688 $    | 7   |
| 2005     | 0           | 0          | 0               | 1524461 $    | 7   |
| 2006     | 0           | 2          | 2               | 1429005 $    | 7   |
| 2007     | 0           | 2          | 2               | 863241 $     | 14  |
| 2008     | 0           | 3          | 3               | 1951304 $    | 6   |
| 2009     | 0           | 3          | 3               | 2343481 $    | 7   |
| 2010     | 0           | 2          | 2               | 1896690 $    | 9   |
| Carriera | 0           | 16         | 16              | 14867437 $   | 30  |

## Rivalità più importanti

### Daniela Hantuchová (12-4)

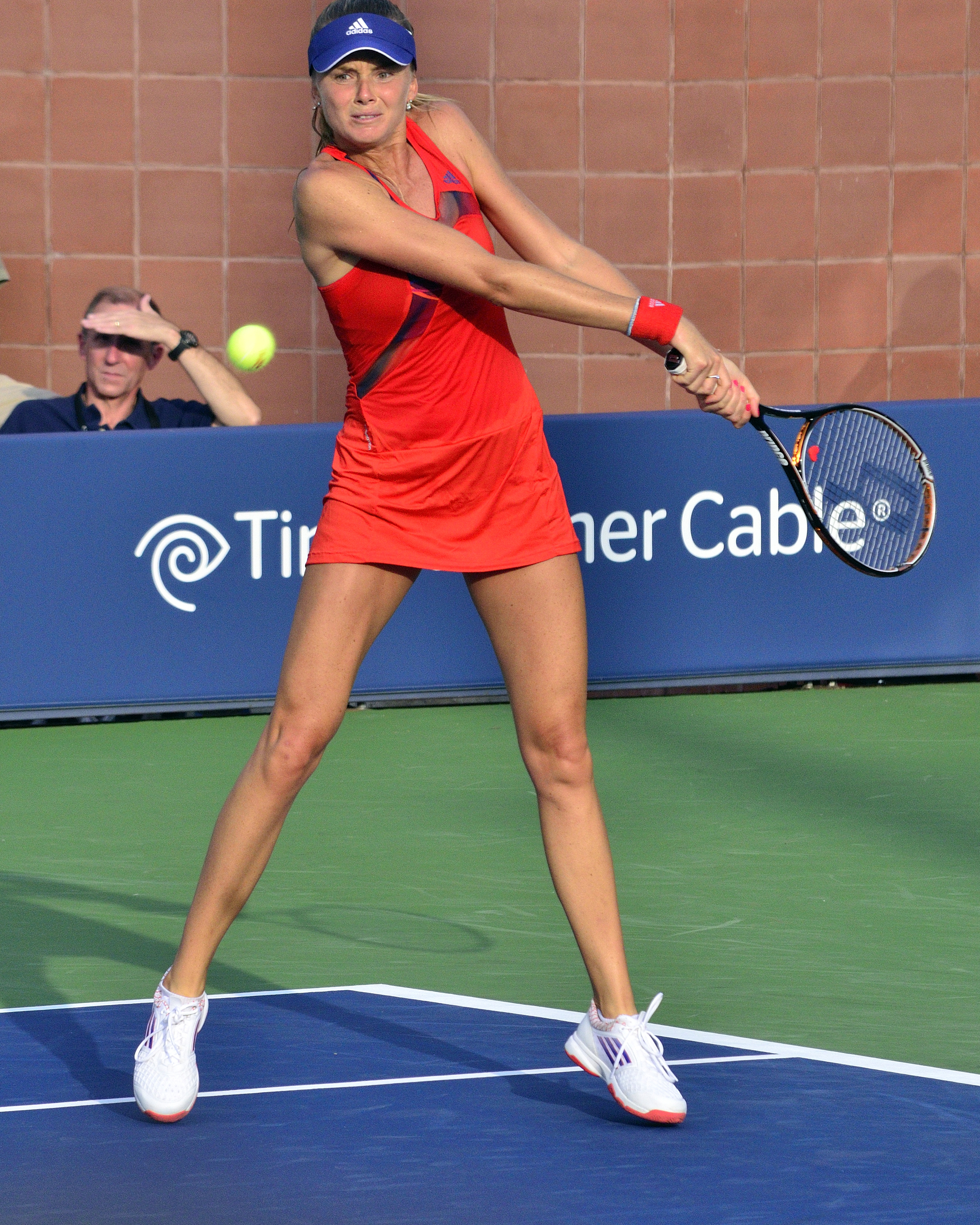
Daniela Hantuchová

La rivalità tra Dement'eva e la Hantuchová, rispetto alle altre, è quella con più incontri. Inoltre, è una delle più nettamente in favore alla russa.
| #   | Anno | Evento                                    | Categoria   | Superficie  | Turno | Vincitrice | Punteggio           |
| --- | ---- | ----------------------------------------- | ----------- | ----------- | ----- | ---------- | ------------------- |
| 1.  | 2000 | BNP Paribas Open, Indian Wells            | Tier I      | Cemento     | 1T    | Dement'eva | 7–5, 6–2, 6–2       |
| 2.  | 2001 | Fed Cup, Bratislava                       | ITF         | Cemento     | 1T    | Dement'eva | 6–2, 7–6(6)         |
| 3.  | 2001 | JPMorgan Chase Open, Los Angeles          | Tier II     | Cemento     | QF    | Dement'eva | 6–4, 6–3            |
| 4.  | 2002 | Porsche Tennis Grand Prix, Filderstadt    | Tier I      | Terra rossa | SF    | Hantuchová | 6–3, 6–2            |
| 5.  | 2002 | Open di Zurigo, Zurigo                    | Tier II     | Cemento     | 3T    | Hantuchová | 3–6, 7–6(4), 7–6(6) |
| 6.  | 2003 | Open GDF Suez, Parigi                     | Tier I      | Terra rossa | QF    | Dement'eva | 7–5, 6–3            |
| 7.  | 2003 | MPS Group Championships, Amelia Island    | Tier II     | Terra rossa | QF    | Dement'eva | 6–0, 6–1            |
| 8.  | 2005 | Australian Open, Melbourne                | Grande Slam | Cemento     | 3T    | Dement'eva | 7–5, 5–7, 5–4       |
| 9.  | 2005 | JPMorgan Chase Open, Los Angeles          | Tier II     | Cemento     | SF    | Hantuchová | 6–3, 6–4            |
| 10. | 2006 | Pilot Pen Tennis, New Haven               | Tier II     | Cemento     | 3T    | Dement'eva | 6–2, 5–7, 6–0       |
| 11. | 2007 | JPMorgan Chase Open, Los Angeles          | Tier II     | Cemento     | 3T    | Dement'eva | 6–3, 4–1 rit.       |
| 12. | 2007 | Porsche Tennis Grand Prix, Filderstadt    | Tier I      | Terra rossa | 4T    | Dement'eva | 6–4, 6–4            |
| 13. | 2009 | Mubadala Silicon Valley Classic, San Jose | Premier     | Cemento     | QF    | Dement'eva | 6–2, 6–4            |
| 14. | 2010 | Apia International Sydney, Sydney         | Premier     | Cemento     | 3T    | Dement'eva | 6–2, 6–4, 6–2       |
| 15. | 2010 | Dubai Tennis Championships, Dubai         | Premier 5   | Cemento     | 3T    | Hantuchová | 6–4, 1–1 rit.       |
| 16. | 2010 | US Open, New York                         | Grande Slam | Cemento     | 3T    | Dement'eva | 7–5, 6–2            |

### Serena Williams (5-7)

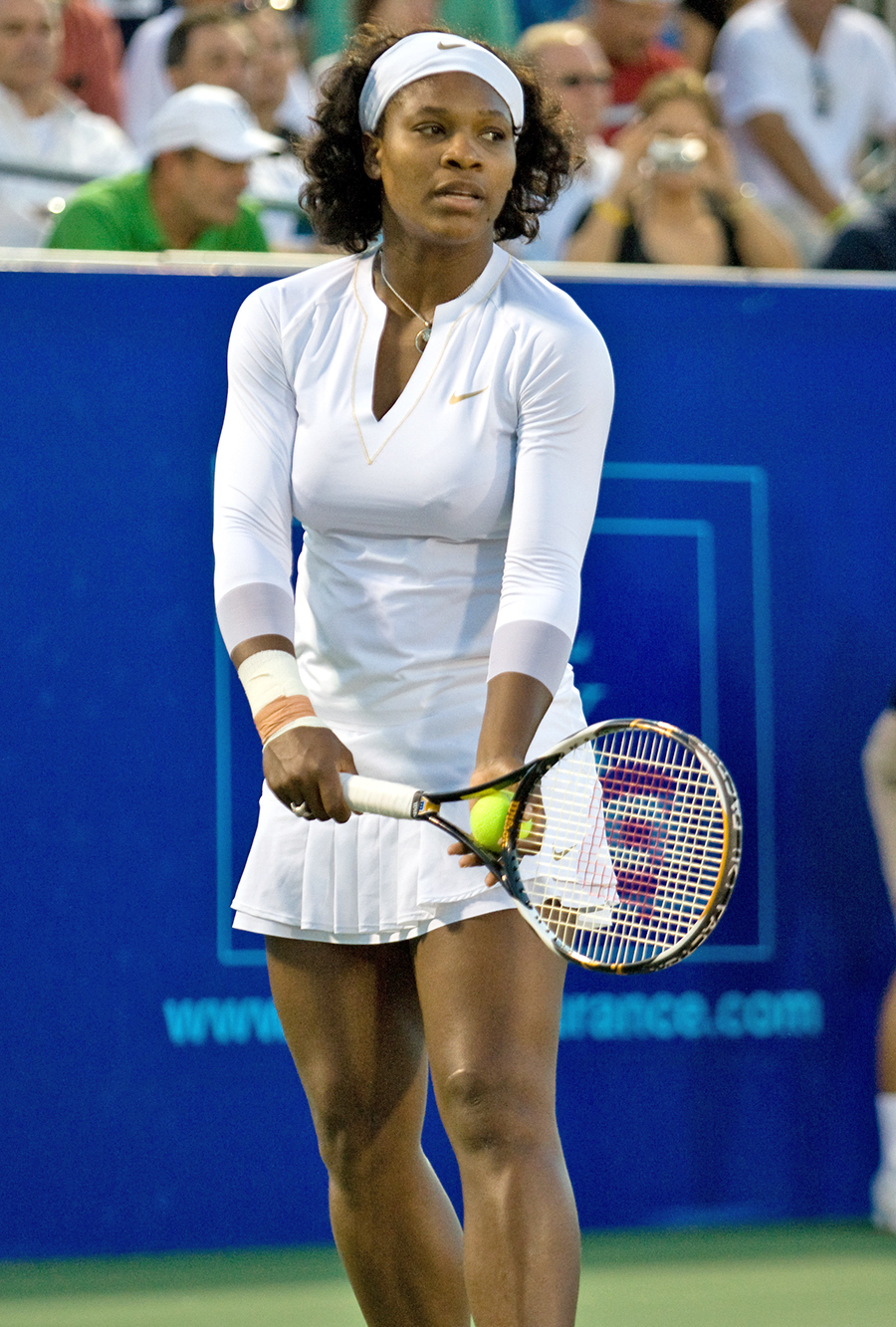
Serena Williams

La rivalità tra le due tenniste è sicuramente una delle più bilanciate del circuito. Williams ha dominato fino al 2007, quando Elena si aggiudicò la prima vittoria nei confronti della statunitense.
| #   | Anno | Evento                            | Categoria   | Superficie  | Turno | Vincitrice | Punteggio        |
| --- | ---- | --------------------------------- | ----------- | ----------- | ----- | ---------- | ---------------- |
| 1.  | 2003 | Torneo di Wimbledon, Londra       | Grande Slam | Erba        | 4T    | Williams   | 6–2, 6–2         |
| 2.  | 2004 | BNP Paribas Open, Indian Wells    | Tier I      | Cemento     | F     | Williams   | 6–1, 6–1         |
| 3.  | 2004 | JPMorgan Chase Open, Los Angeles  | Tier II     | Cemento     | SF    | Williams   | 6–3, 7–6(2)      |
| 4.  | 2004 | WTA Tour Championships, Doha      | WTA Finals  | Cemento     | RR    | Williams   | 7–6(2), 7–5      |
| 5.  | 2007 | Kremlin Cup, Mosca                | Tier I      | Cemento     | F     | Dement'eva | 5–7, 6–1, 6–1    |
| 6.  | 2008 | Olimpiadi di Pechino, Pechino     | Olimpiadi   | Cemento     | QF    | Dement'eva | 3–6, 6–4, 6–3    |
| 7.  | 2009 | Apia International Sydney, Sydney | Premier     | Cemento     | SF    | Dement'eva | 6–3, 6–1         |
| 8.  | 2009 | Australian Open, Melbourne        | Grande Slam | Cemento     | SF    | Williams   | 6–3, 6–4         |
| 9.  | 2009 | Open GDF Suez, Parigi             | Premier     | Terra rossa | SF    | Dement'eva | w/o              |
| 10. | 2009 | Torneo di Wimbledon, Londra       | Grande Slam | Erba        | SF    | Williams   | 6(4)–7, 7–5, 8–6 |
| 11. | 2009 | Rogers Cup, Toronto               | Premier 5   | Cemento     | SF    | Dement'eva | 7–6(2), 6–1      |
| 12. | 2009 | WTA Tour Championships, Doha      | WTA Finals  | Cemento     | RR    | Williams   | 6–2, 6–4         |
| 12. | 2010 | Apia International Sydney, Sydney | Premier     | Cemento     | F     | Dement'eva | 6–3, 6–2         |

### Marija Šarapova (3-9)

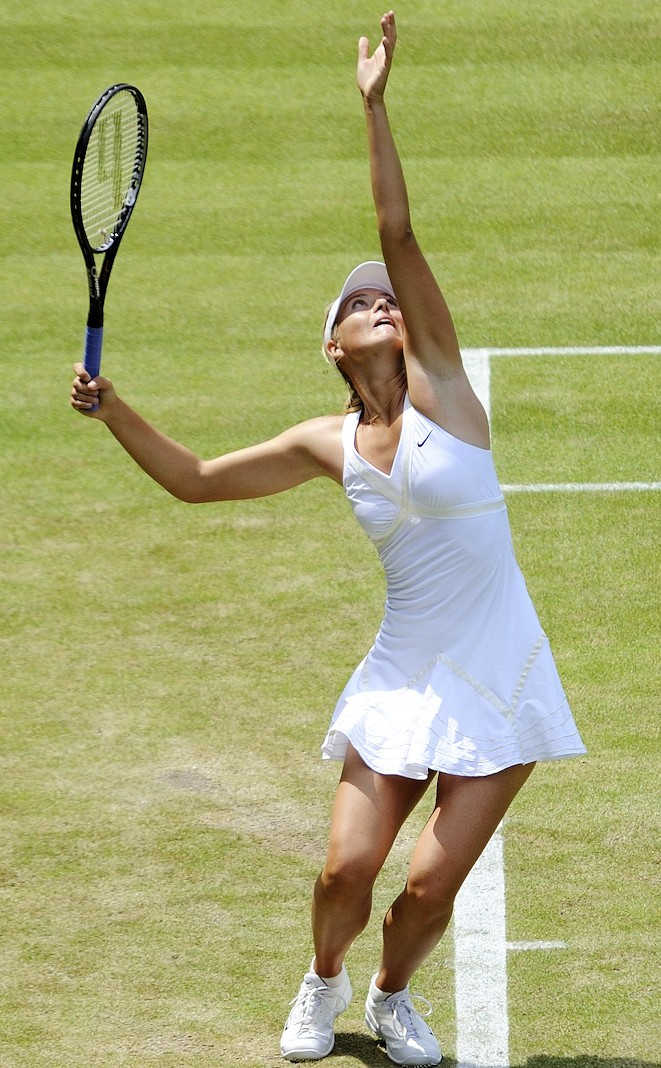
Marija Šarapova

Il bilancio è nettamente in favore a Marija, che ha sempre saputo come sfruttare le debolezze del gioco di Elena.
| #   | Anno | Evento                                    | Categoria   | Superficie  | Turno | Vincitrice | Punteggio        |
| --- | ---- | ----------------------------------------- | ----------- | ----------- | ----- | ---------- | ---------------- |
| 1.  | 2003 | DFS Classic, Birmingham                   | Tier III    | Erba        | QF    | Šarapova   | 2–6, 7–6(4), 6–2 |
| 2.  | 2003 | China Open, Shanghai                      | Tier I      | Cemento     | QF    | Dement'eva | 6-4, 7–6(4)      |
| 3.  | 2004 | Internazionali BNL d'Italia, Roma         | Tier II     | Terra rossa | 3T    | Šarapova   | 6–1, 6–4         |
| 4.  | 2004 | Open di Zurigo, Zurigo                    | Tier II     | Cemento     | SF    | Šarapova   | 4–6, 6–2, 6–3    |
| 5.  | 2006 | BNP Paribas Open, Indian Wells            | Tier I      | Cemento     | F     | Šarapova   | 6–1, 6–2         |
| 6.  | 2006 | Torneo di Wimbledon, Londra               | Grande Slam | Erba        | QF    | Šarapova   | 6–1, 6–4         |
| 7.  | 2006 | JPMorgan Chase Open, Los Angeles          | Tier II     | Cemento     | SF    | Dement'eva | 7–5, 6–2         |
| 8.  | 2006 | WTA Tour Championships, Doha              | WTA Finals  | Cemento     | RR    | Šarapova   | 6–1, 6–4         |
| 9.  | 2006 | JPMorgan Chase Open, Los Angeles          | Tier II     | Cemento     | QF    | Šarapova   | 6–3, 6–4         |
| 10. | 2008 | Australian Open, Melbourne                | Grande Slam | Cemento     | 4T    | Šarapova   | 6–2, 6–0         |
| 11. | 2009 | Rogers Cup, Toronto                       | Premier 5   | Cemento     | F     | Dement'eva | 6-4, 6–3         |
| 12. | 2010 | Mubadala Silicon Valley Classic, San Jose | Premier     | Cemento     | QF    | Šarapova   | 6–4, 2–6, 6–3    |

### Svetlana Kuznecova (4-7)

Svetlana Kuznecova

La loro rivalità è formata da 11 incontri. Il match più importante è stata la finale agli US Open 2004, quando Dement'eva perse contro Kuznecova nella sua ultima finale Slam in carriera.
| #   | Anno | Evento                               | Categoria   | Superficie  | Turno | Vincitrice | Punteggio          |
| --- | ---- | ------------------------------------ | ----------- | ----------- | ----- | ---------- | ------------------ |
| 1.  | 2004 | Qatar Telecom German Open, Berlino   | Tier I      | Terra rossa | 4T    | Kuznecova  | 6–2, 6(5)–7, 6–4   |
| 2.  | 2004 | JPMorgan Chase Open, Los Angeles     | Tier II     | Cemento     | QF    | Dement'eva | 5–7, 6–2, 6–2      |
| 3.  | 2004 | US Open, New York                    | Grande Slam | Cemento     | F     | Kuznecova  | 6–3, 7–5           |
| 4.  | 2004 | Kremlin Cup, Mosca                   | Tier I      | Cemento     | QF    | Dement'eva | 6–1, 6–3           |
| 5.  | 2005 | BNP Paribas Open, Indian Wells       | Tier I      | Cemento     | QF    | Dement'eva | 3–6, 6–3, 7–5      |
| 6.  | 2006 | Connecticut Open, New Haven          | Tier II     | Cemento     | QF    | Kuznecova  | 6–3, 3–6, 6–2      |
| 7.  | 2006 | Torneo di Wimbledon, Londra          | Grande Slam | Erba        | QF    | QF         | 7–5, 6–3           |
| 8.  | 2007 | Connecticut Open, New Haven          | Tier II     | Cemento     | QF    | Kuznecova  | 4–6, 6–3, 3–0 rit. |
| 9.  | 2008 | Dubai Tennis Championships, Dubai    | Tier II     | Cemento     | F     | Dement'eva | 4–6, 6–3, 6–2      |
| 10. | 2009 | Porsche Tennis Grand Prix, Stoccarda | Premier     | Terra rossa | SF    | Kuznecova  | 6–4, 6–2           |
| 11. | 2009 | WTA Tour Championships, Doha         | WTA Finals  | Cemento     | RR    | Kuznecova  | 6–3, 6–2           |

## Vittorie contro giocatrici top 10
| Stagione | 1999 | 2000 | 2001 | 2002 | 2003 | 2004 | 2005 | 2006 | 2007 | 2008 | 2009 | 2010 | Totale |
| -------- | ---- | ---- | ---- | ---- | ---- | ---- | ---- | ---- | ---- | ---- | ---- | ---- | ------ |
| Vittorie | 1    | 4    | 3    | 1    | 9    | 7    | 5    | 4    | 3    | 7    | 6    | 6    | 56     |

| #    | Giocatrice                 | Ranking | Evento                                       | Superficie      | Turno | Punteggio        | Rank. EDR |
| ---- | -------------------------- | ------- | -------------------------------------------- | --------------- | ----- | ---------------- | --------- |
| 1999 |                            |         |                                              |                 |       |                  |           |
| 1.   | Venus Williams (1)         | 3       | Fed Cup, Stanford                            | Cemento         | F     | 1-6, 6–3, 7–6(5) | 68        |
| 2000 |                            |         |                                              |                 |       |                  |           |
| 2.   | Mary Pierce (1)            | 4       | Ericsson Open, Miami                         | Cemento         | 2T    | 6-3, 2-1 rit.    | 39        |
| 3.   | Conchita Martínez          | 7       | US Open, New York                            | Cemento         | 3T    | 6-4, 6-1         | 25        |
| 4.   | Anke Huber                 | 10      | US Open, New York                            | Cemento         | QF    | 6-1, 3-6, 6-3    | 25        |
| 5.   | Lindsay Davenport (1)      | 2       | WTA Tour Championships, New York             | Sintetico (i)   | 1T    | 3-6, 7-6(7), 6-4 | 15        |
| 2001 |                            |         |                                              |                 |       |                  |           |
| 6.   | Lindsay Davenport (2)      | 2       | Ericsson Open, Miami                         | Cemento         | QF    | 6-3, 1-0 rit.    | 11        |
| 7.   | Martina Hingis (1)         | 1       | Kremlin Cup, Mosca                           | Sintetico (i)   | QF    | 6-2, 6-2         | 13        |
| 8.   | Amélie Mauresmo (1)        | 9       | Fed Cup, Madrid                              | Terra rossa (i) | RR-GA | 6-3, 0-6, 6-4    | 15        |
| 2002 |                            |         |                                              |                 |       |                  |           |
| 9.   | Martina Hingis (2)         | 10      | Porsche Tennis Grand Prix, Filderstadt       | Cemento (i)     | 2T    | 6-3, 6-1         | 22        |
| 2003 |                            |         |                                              |                 |       |                  |           |
| 10.  | Daniela Hantuchová (1)     | 5       | Open Gaz de France, Parigi                   | Cemento (i)     | QF    | 7-5, 6-3         | 20        |
| 11.  | Daniela Hantuchová (2)     | 9       | Bausch & Lomb Championships, Amelia Island   | Terra verde     | QF    | 6-0, 6-1         | 21        |
| 12.  | Justine Henin-Hardenne (1) | 4       | Bausch & Lomb Championships, Amelia Island   | Terra verde     | SF    | 3-6, 6-4, 7-5    | 21        |
| 13.  | Lindsay Davenport (3)      | 5       | Bausch & Lomb Championships, Amelia Island   | Terra verde     | F     | 4-6, 7-5, 6-3    | 21        |
| 14.  | Anastasija Myskina         | 10      | Canada Masters, Toronto                      | Cemento         | 3T    | 2-6, 6-1, 6-1    | 15        |
| 15.  | Amélie Mauresmo (2)        | 6       | Canada Masters, Toronto                      | Cemento         | QF    | 3-6, 6-4, 6-2    | 15        |
| 16.  | Chanda Rubin (1)           | 10      | Commonwealth Bank Tennis Classic, Bali       | Cemento         | F     | 6-2, 6-1         | 9         |
| 17.  | Chanda Rubin (2)           | 9       | China Open, Shanghai                         | Cemento         | F     | 6-3, 7-6(6)      | 8         |
| 18.  | Chanda Rubin (3)           | 10      | WTA Tour Championships, Los Angeles          | Cemento (i)     | RR    | 4-6, 7-5, 6-1    | 9         |
| 2004 |                            |         |                                              |                 |       |                  |           |
| 19.  | Lindsay Davenport (4)      | 4       | Open di Francia, Parigi                      | Terra rossa     | 4T    | 6-1, 6-3         | 10        |
| 20.  | Amélie Mauresmo (3)        | 3       | Open di Francia, Parigi                      | Terra rossa     | QF    | 6-4, 6-3         | 10        |
| 21.  | Svetlana Kuznecova (1)     | 9       | East West Bank Classic, Los Angeles          | Cemento         | QF    | 5-7, 6-2, 6-2    | 6         |
| 22.  | Vera Zvonarëva (1)         | 10      | US Open, New York                            | Cemento         | 4T    | 1-6, 6-4, 6-3    | 6         |
| 23.  | Amélie Mauresmo (4)        | 2       | US Open, New York                            | Cemento         | QF    | 4-6, 6-4, 7-6(1) | 6         |
| 24.  | Jennifer Capriati          | 8       | US Open, New York                            | Cemento         | SF    | 6-0, 2-6, 7-6(5) | 6         |
| 25.  | Svetlana Kuznecova (2)     | 5       | Kremlin Cup, Mosca                           | Sintetico (i)   | QF    | 6-1, 6-3         | 6         |
| 2005 |                            |         |                                              |                 |       |                  |           |
| 26.  | Svetlana Kuznecova (3)     | 7       | Pacific Life Open, Indian Wells              | Cemento         | QF    | 3-6, 6-3, 7-5    | 5         |
| 27.  | Lindsay Davenport (5)      | 1       | US Open, New York                            | Cemento         | QF    | 6-1, 3-6, 7-6(6) | 6         |
| 28.  | Mary Pierce (2)            | 6       | Fed Cup, Parigi                              | Terra rossa     | F     | 7–6(1), 2-6, 6-1 | 8         |
| 29.  | Amélie Mauresmo (5)        | 4       | Fed Cup, Parigi                              | Terra rossa     | F     | 6-4, 4-6, 6-2    | 8         |
| 30.  | Kim Clijsters (1)          | 3       | Porsche Tennis Grand Prix, Filderstadt       | Cemento (i)     | QF    | 6-3, 3-6, 6-2    | 8         |
| 2006 |                            |         |                                              |                 |       |                  |           |
| 31.  | Justine Henin-Hardenne (2) | 3       | Pacific Life Open, Indian Wells              | Cemento         | SF    | 2-6, 7-5, 7-5    | 8         |
| 32.  | Kim Clijsters (2)          | 2       | Fed Cup, Liegi                               | Terra rossa (i) | QF    | 6-4, 6-3         | 9         |
| 33.  | Marija Šarapova            | 4       | East West Bank Classic, Los Angeles          | Cemento         | SF    | 7-5, 6-2         | 6         |
| 34.  | Patty Schnyder             | 9       | Kremlin Cup, Mosca                           | Sintetico (i)   | QF    | 7–6(6), 7–6(1)   | 7         |
| 2007 |                            |         |                                              |                 |       |                  |           |
| 35.  | Daniela Hantuchová (3)     | 10      | East West Bank Classic, Los Angeles          | Cemento         | 3T    | 6-3, 4-1 rit.    | 13        |
| 36.  | Daniela Hantuchová (4)     | 10      | Porsche Tennis Grand Prix, Stoccarda         | Cemento (i)     | 2T    | 6-4, 6-4         | 15        |
| 37.  | Serena Williams (1)        | 7       | Kremlin Cup, Mosca                           | Cemento (i)     | F     | 5-7, 6-1, 6-1    | 14        |
| 2008 |                            |         |                                              |                 |       |                  |           |
| 38.  | Ana Ivanović (1)           | 2       | Dubai Duty Free Tennis Championships, Dubai  | Cemento         | QF    | 5-7, 6-3, 6-3    | 11        |
| 39.  | Svetlana Kuznecova (3)     | 3       | Dubai Duty Free Tennis Championships, Dubai  | Cemento         | F     | 4-6, 6-3, 6-2    | 11        |
| 40.  | Jelena Janković            | 5       | Qatar Telecom German Open, Berlino           | Terra rossa     | QF    | 6-3, 2-6, 6-3    | 9         |
| 41.  | Ana Ivanović (2)           | 2       | Qatar Telecom German Open, Berlino           | Terra rossa     | SF    | 6-2, 7-5         | 9         |
| 42.  | Serena Williams (2)        | 4       | Giochi Olimpici, Pechino                     | Cemento         | QF    | 3-6, 6-4, 6-3    | 7         |
| 43.  | Dinara Safina (1)          | 6       | Giochi Olimpici, Pechino                     | Cemento         | F     | 3-6, 7-5, 6-3    | 7         |
| 44.  | Dinara Safina (2)          | 2       | WTA Tour Championships, Doha                 | Cemento         | RR    | 6-2, 6-4         | 5         |
| 2009 |                            |         |                                              |                 |       |                  |           |
| 45.  | Agnieszka Radwańska        | 10      | Medibank International, Sydney               | Cemento         | QF    | 6-2, 5-7, 6-4    | 4         |
| 46.  | Serena Williams (3)        | 2       | Medibank International, Sydney               | Cemento         | SF    | 6-3, 6-1         | 4         |
| 47.  | Dinara Safina (3)          | 3       | Medibank International, Sydney               | Cemento         | F     | 6-3, 2-6, 6-1    | 4         |
| 48.  | Caroline Wozniacki         | 8       | W&S Financial Group Women's Open, Cincinnati | Cemento         | QF    | 6-2, 6-1         | 4         |
| 49.  | Serena Williams (4)        | 2       | Rogers Cup, Toronto                          | Cemento         | SF    | 7-6(2), 6-1      | 5         |
| 50.  | Venus Williams (2)         | 7       | WTA Tour Championships, Doha                 | Cemento         | RR    | 3-6, 7-6(6), 6-2 | 5         |
| 2010 |                            |         |                                              |                 |       |                  |           |
| 51.  | Dinara Safina (4)          | 2       | Medibank International, Sydney               | Cemento         | QF    | 6-2, 6-3         | 5         |
| 52.  | Viktoryja Azaranka         | 7       | Medibank International, Sydney               | Cemento         | SF    | 6-3, 6-1         | 5         |
| 53.  | Serena Williams (5)        | 1       | Medibank International, Sydney               | Cemento         | F     | 6-3, 6-2         | 5         |
| 54.  | Vera Zvonarëva (2)         | 4       | Toray Pan Pacific Open, Tokyo                | Cemento         | QF    | 7-5, 6-2         | 10        |
| 55.  | Francesca Schiavone        | 8       | Toray Pan Pacific Open, Tokyo                | Cemento         | SF    | 6-4, 7-5         | 10        |
| 56.  | Samantha Stosur            | 7       | WTA Tour Championships, Doha                 | Cemento         | RR    | 4-6, 6-4, 7-6(4) | 9         |